# Chủ nghĩa bảo thủ
Chủ nghĩa bảo thủ (tiếng Pháp: conservatisme, tiếng Anh: conservatism, gốc từ tiếng Latinh conservo — giữ gìn) là các triết lý chính trị và xã hội thúc đẩy các thiết chế xã hội truyền thống trong bối cảnh văn hóa và văn minh. Các nguyên lý trung tâm của chủ nghĩa bảo thủ bao gồm truyền thống, xã hội hữu cơ, hệ thống phân cấp, quyền hạn và quyền sở hữu. Phe bảo thủ tìm cách bảo tồn một loạt các thể chế như tôn giáo, chính phủ nghị viện và quyền tài sản, với mục đích nhấn mạnh sự ổn định và liên tục của xã hội. Những người theo chủ nghĩa này đi ngược lại chủ nghĩa hiện đại và tìm cách quay trở lại "cách thức mọi thứ đã từng tồn tại".
Lần đầu tiên thuật ngữ này xuất hiện trong bối cảnh chính trị bắt nguồn từ năm 1818 với François-René de Chateaubriand  trong thời kỳ Phục hồi Bourbon tìm cách đẩy lùi các chính sách của Cách mạng Pháp. Trong lịch sử gắn liền với chính trị cánh hữu, thuật ngữ này đã được sử dụng để mô tả một loạt các quan điểm. Không có một bộ chính sách nào được coi là bảo thủ vì ý nghĩa của chủ nghĩa bảo thủ phụ thuộc vào những gì được coi là truyền thống ở một địa điểm và thời gian nhất định. Do đó, những người bảo thủ từ các khu vực khác nhau trên thế giới, mỗi người ủng hộ truyền thống tương ứng của họ, có thể không đồng ý về một loạt các vấn đề. Edmund Burke, một chính trị gia thế kỷ 18 phản đối Cách mạng Pháp, nhưng ủng hộ Cách mạng Mỹ, được coi là một trong những nhà lý luận chính của chủ nghĩa bảo thủ ở Anh vào những năm 1790.
Theo Quintin Hogg, Chủ tịch Đảng Bảo thủ Anh năm 1959: "Chủ nghĩa bảo thủ không phải là một triết lý như một thái độ, một lực lượng không đổi, thực hiện một chức năng vượt thời gian trong sự phát triển của một xã hội tự do, và tương ứng với một sự sâu sắc và lâu dài yêu cầu của bản chất con người ".
Ngày nay, chủ nghĩa bảo thủ được coi là thuộc cánh hữu. Chủ nghĩa bảo thủ có nhiều sự phân hóa thành các trường phái khác nhau, và do các quốc gia có hoàn cảnh khác nhau nên những người bảo thủ các nước khác nhau về đường lối.

## Các hình thức

### Chủ nghĩa bảo thủ tự do
Chủ nghĩa bảo thủ tự do kết hợp quan điểm tự do cổ điển về sự can thiệp tối thiểu của chính phủ vào nền kinh tế. Các cá nhân nên được tự do tham gia vào thị trường và tạo ra sự giàu có mà không cần sự can thiệp của chính phủ. Tuy nhiên, các cá nhân không thể hoàn toàn phụ thuộc vào hành động có trách nhiệm trong các lĩnh vực khác của cuộc sống, do đó những người bảo thủ tự do tin rằng một nhà nước mạnh là cần thiết để đảm bảo luật pháp và trật tự và các tổ chức xã hội cần thiết để nuôi dưỡng ý thức trách nhiệm và trách nhiệm đối với quốc gia. Chủ nghĩa bảo thủ tự do là một biến thể của chủ nghĩa bảo thủ bị ảnh hưởng mạnh mẽ bởi lập trường tự do.
Vì hai thuật ngữ sau này có ý nghĩa khác nhau theo thời gian và trên khắp các quốc gia, chủ nghĩa bảo thủ tự do cũng có nhiều ý nghĩa khác nhau. Trong lịch sử, thuật ngữ này thường đề cập đến sự kết hợp của chủ nghĩa tự do kinh tế, vốn vô địch thị trường laissez-faire, với mối quan tâm bảo thủ cổ điển đối với truyền thống đã được thiết lập, tôn trọng chính quyền và các giá trị tôn giáo. Nó tương phản với chủ nghĩa tự do cổ điển, hỗ trợ tự do cho cá nhân trong cả lĩnh vực kinh tế và xã hội.
Theo thời gian, hệ tư tưởng bảo thủ chung ở nhiều quốc gia đã áp dụng các lập luận tự do kinh tế và thuật ngữ bảo thủ tự do đã được thay thế bằng chủ nghĩa bảo thủ. Đây cũng là trường hợp ở các quốc gia nơi các ý tưởng kinh tế tự do là truyền thống như Hoa Kỳ và do đó được coi là bảo thủ. Ở các quốc gia khác, nơi các phong trào bảo thủ tự do đã đi vào dòng chính trị, như Ý và Tây Ban Nha, các thuật ngữ tự do và bảo thủ có thể đồng nghĩa với nhau. Truyền thống bảo thủ tự do ở Hoa Kỳ kết hợp chủ nghĩa cá nhân kinh tế của những người tự do cổ điển với một hình thức bảo thủ của Burkean (cũng đã trở thành một phần của truyền thống bảo thủ Mỹ, như trong các tác phẩm của Russell Kirk).
Một ý nghĩa thứ cấp cho thuật ngữ chủ nghĩa bảo thủ tự do đã phát triển ở châu Âu là sự kết hợp giữa quan điểm bảo thủ hiện đại hơn (ít truyền thống hơn) với quan điểm của chủ nghĩa tự do xã hội. Điều này đã phát triển như một sự đối lập với quan điểm tập thể hơn của chủ nghĩa xã hội. Thông thường, điều này liên quan đến việc nhấn mạnh những quan điểm bảo thủ về kinh tế thị trường tự do và niềm tin vào trách nhiệm cá nhân, với quan điểm tự do xã hội về bảo vệ quyền công dân, chủ nghĩa môi trường và hỗ trợ cho một nhà nước phúc lợi hạn chế. Ở lục địa châu Âu, điều này đôi khi cũng được dịch sang tiếng Anh là chủ nghĩa bảo thủ xã hội.

### Chủ nghĩa tự do bảo thủ
Chủ nghĩa tự do bảo thủ là một biến thể của chủ nghĩa tự do kết hợp các giá trị và chính sách tự do với lập trường bảo thủ. Nguồn gốc của chủ nghĩa tự do bảo thủ được tìm thấy ở đầu lịch sử của chủ nghĩa tự do. Cho đến hai cuộc chiến tranh thế giới, ở hầu hết các nước châu Âu, giai cấp chính trị được hình thành bởi những người tự do bảo thủ, từ Đức đến Ý. Các sự kiện sau Thế chiến I đã đưa phiên bản cấp tiến hơn của chủ nghĩa tự do cổ điển sang một loại chủ nghĩa tự do bảo thủ hơn (tức là ôn hòa hơn).

### Chủ nghĩa bảo thủ tự do cá nhân
Chủ nghĩa bảo thủ tự do cá nhân mô tả một số hệ tư tưởng chính trị nổi bật nhất ở Hoa Kỳ kết hợp các vấn đề kinh tế tự do với các khía cạnh của chủ nghĩa bảo thủ. Bốn chi nhánh chính của nó là chủ nghĩa hiến pháp, paleolibertarianism, chủ nghĩa bảo thủ chính phủ nhỏ và chủ nghĩa tự do Kitô giáo. Họ thường khác với chủ nghĩa bảo thủ cổ, ở chỗ họ thiên về tự do kinh tế và cá nhân hơn.
Các nhà nông học như Samuel Edward Konkin III dán nhãn chủ nghĩa bảo thủ tự do  này là chủ nghĩa tự do cánh hữu.
Trái ngược với các chủ nghĩa tự do cổ điển, những người bảo thủ theo chủ nghĩa tự do ủng hộ các chính sách tự do nghiêm ngặt như thương mại tự do, phản đối bất kỳ ngân hàng quốc gia nào và phản đối các quy định kinh doanh. Họ phản đối kịch liệt các quy định về môi trường, phúc lợi doanh nghiệp, trợ cấp và các lĩnh vực can thiệp kinh tế khác.
Nhiều người bảo thủ, đặc biệt là ở Hoa Kỳ, tin rằng chính phủ không nên đóng vai trò chính trong việc điều tiết kinh doanh và quản lý nền kinh tế. Họ thường phản đối những nỗ lực tính thuế suất cao và phân phối lại thu nhập để hỗ trợ người nghèo. Những nỗ lực như vậy, họ lập luận, không thưởng xứng đáng cho những người đã kiếm được tiền của họ thông qua công việc vất vả.

### Chủ nghĩa bảo thủ tài chính
Chủ nghĩa bảo thủ tài khóa là triết lý kinh tế thận trọng trong chi tiêu và nợ của chính phủ. Trong bài phản ánh về cuộc cách mạng ở Pháp, Edmund Burke lập luận rằng một chính phủ không có quyền xử lý các khoản nợ lớn và sau đó ném gánh nặng cho người nộp thuế:
"[Đó] là tài sản của công dân, và không phải là yêu cầu của chủ nợ của nhà nước, rằng đức tin đầu tiên và nguyên bản của xã hội dân sự được cam kết. Yêu cầu của công dân là trước thời hạn, tối quan trọng trong chức danh, vượt trội về vốn chủ sở hữu. Vận may của các cá nhân, cho dù bị chiếm hữu hay do có nguồn gốc hoặc do tham gia vào hàng hóa của một số cộng đồng, không phải là một phần của bảo mật của chủ nợ, được thể hiện hoặc ngụ ý... Công chúng, cho dù được đại diện bởi một vị vua hay bởi một thượng viện, không thể cam kết gì ngoài tài sản công cộng; và nó có thể không có tài sản công cộng ngoại trừ những gì nó bắt nguồn từ một sự áp đặt công bằng và cân xứng đối với công dân nói chung."

### Chủ nghĩa bảo thủ dân tộc và chủ nghĩa bảo thủ truyền thống

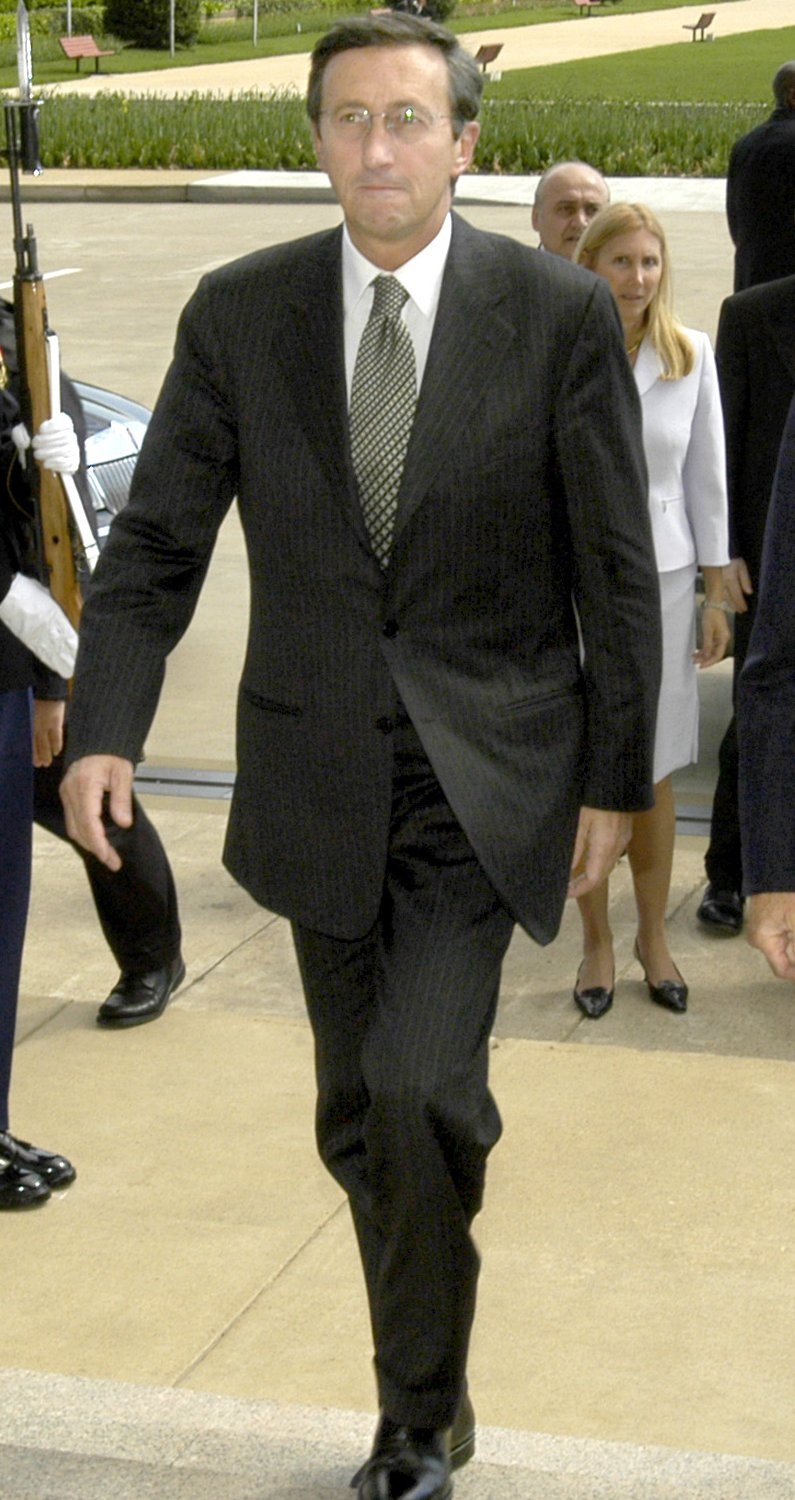
Gianfranco Fini, cựu Chủ tịch Hạ viện Ý, năm 2004

Chủ nghĩa bảo thủ dân tộc là một thuật ngữ chính trị được sử dụng chủ yếu ở châu Âu để mô tả một biến thể của chủ nghĩa bảo thủ tập trung nhiều vào lợi ích quốc gia hơn chủ nghĩa bảo thủ tiêu chuẩn cũng như duy trì bản sắc văn hóa và dân tộc, trong khi không thể hiện chủ nghĩa dân tộc một cách thẳng thắn. Tại châu Âu, bảo thủ quốc gia thường là hoài nghi đối với châu Âu.
Chủ nghĩa bảo thủ dân tộc chủ yếu hướng đến sự ổn định gia đình và xã hội truyền thống cũng như ủng hộ việc hạn chế nhập cư. Như vậy, những người bảo thủ quốc gia có thể được phân biệt với những người bảo thủ về kinh tế, trong đó chính sách kinh tế thị trường tự do, bãi bỏ quy định và bảo thủ tài khóa là những ưu tiên chính. Một số nhà bình luận đã xác định khoảng cách ngày càng lớn giữa chủ nghĩa bảo thủ quốc gia và kinh tế: "[M] các đảng của phe [ngày nay] được điều hành bởi những người bảo thủ kinh tế, ở các mức độ khác nhau, đã gạt ra bên lề xã hội, văn hóa và bảo thủ quốc gia". Chủ nghĩa bảo thủ dân tộc cũng liên quan đến chủ nghĩa bảo thủ truyền thống.
Chủ nghĩa bảo thủ truyền thống là một triết lý chính trị nhấn mạnh sự cần thiết của các nguyên tắc của luật tự nhiên và trật tự đạo đức siêu việt, truyền thống, thứ bậc và thống nhất hữu cơ, chủ nghĩa nông nghiệp, chủ nghĩa cổ điển và văn hóa cao cũng như các lĩnh vực trung thành giao nhau. Một số người theo chủ nghĩa truyền thống đã chấp nhận các nhãn hiệu " phản động " và " phản cách mạng ", bất chấp sự kỳ thị đã gắn liền với các điều khoản này kể từ thời Khai sáng. Có một cái nhìn phân cấp về xã hội, nhiều người bảo thủ truyền thống, bao gồm một vài người Mỹ, bảo vệ cấu trúc chính trị quân chủ như là sự sắp xếp xã hội tự nhiên và có lợi nhất.

### Chủ nghĩa bảo thủ văn hóa và chủ nghĩa bảo thủ xã hội
Những người bảo thủ văn hóa ủng hộ việc bảo tồn di sản của một quốc gia, hoặc của một nền văn hóa chia sẻ không được xác định bởi biên giới quốc gia. Văn hóa chia sẻ có thể khác nhau như văn hóa phương Tây hoặc văn hóa Trung Quốc. Ở Hoa Kỳ, thuật ngữ "bảo thủ văn hóa" có thể ám chỉ một vị trí bảo thủ trong cuộc chiến văn hóa. Những người bảo thủ văn hóa giữ vững lối suy nghĩ truyền thống ngay cả khi đối mặt với sự thay đổi lớn. Họ tin tưởng mạnh mẽ vào các giá trị truyền thống và chính trị truyền thống và thường có ý thức cấp bách về chủ nghĩa dân tộc.
Chủ nghĩa bảo thủ xã hội khác với chủ nghĩa bảo thủ văn hóa, mặc dù có một số sự chồng chéo. Những người bảo thủ xã hội có thể tin rằng xã hội được xây dựng dựa trên một mạng lưới các mối quan hệ mong manh cần được duy trì thông qua nghĩa vụ, các giá trị truyền thống và các thể chế được thiết lập;  và rằng chính phủ có vai trò khuyến khích hoặc thực thi các giá trị hoặc hành vi truyền thống. Một người bảo thủ xã hội muốn bảo tồn đạo đức truyền thống và các công việc xã hội, thường bằng cách phản đối những gì họ cho là chính sách cấp tiến hoặc kỹ thuật xã hội. Thay đổi xã hội thường được coi là nghi ngờ.
Một ý nghĩa thứ hai của thuật ngữ bảo thủ xã hội được phát triển ở các nước Bắc Âu và lục địa châu Âu, nơi nó đề cập đến những người bảo thủ tự do ủng hộ các quốc gia phúc lợi châu Âu hiện đại.
Những người bảo thủ xã hội (theo nghĩa đầu tiên của cụm từ) ở nhiều quốc gia thường ủng hộ quan điểm chống phá thai trong cuộc tranh cãi về phá thai và phản đối nghiên cứu tế bào gốc phôi người (đặc biệt nếu được tài trợ công khai); phản đối cả ưu sinh học và tăng cường con người (siêu nhân) trong khi ủng hộ chủ nghĩa sinh học; ủng hộ một định nghĩa truyền thống về hôn nhân là một nam và một nữ; xem mô hình gia đình hạt nhân là đơn vị nền tảng của xã hội; phản đối việc mở rộng hôn nhân dân sự và nhận con nuôi cho các cặp vợ chồng trong mối quan hệ đồng giới; đề cao đạo đức công cộng và giá trị gia đình truyền thống; phản đối chủ nghĩa vô thần, đặc biệt là chủ nghĩa vô thần chiến binh, chủ nghĩa thế tục và sự tách biệt giữa nhà thờ và nhà nước; ủng hộ việc cấm ma túy, mại dâm và trợ tử; và hỗ trợ kiểm duyệt nội dung khiêu dâm và những gì họ cho là tục tĩu hoặc không đứng đắn. Hầu hết những người bảo thủ ở Hoa Kỳ ủng hộ án tử hình.

### Bảo vệ bất bình đẳng
Trái ngược với định nghĩa dựa trên truyền thống về chủ nghĩa bảo thủ, một số nhà lý luận chính trị như Corey Robin định nghĩa chủ nghĩa bảo thủ chủ yếu theo cách bảo vệ chung về bất bình đẳng xã hội và bất bình đẳng kinh tế. Từ quan điểm này, chủ nghĩa bảo thủ không phải là một nỗ lực để duy trì các thể chế truyền thống và nhiều hơn "một cách thiền về giáo dục và sự tái hiện trên lý thuyết của cảm giác về việc có sức mạnh, nhìn thấy nó bị đe dọa và cố gắng giành lại nó". Ngược lại, một số người bảo thủ có thể lập luận rằng họ đang tìm kiếm ít hơn để bảo vệ quyền lực của chính họ hơn là họ đang tìm cách bảo vệ "quyền không thể thay đổi" và thúc đẩy các quy tắc và quy tắc mà họ tin rằng nên tồn tại mãi mãi và vĩnh viễn, áp dụng cho mỗi công dân.

### Chủ nghĩa bảo thủ tôn giáo

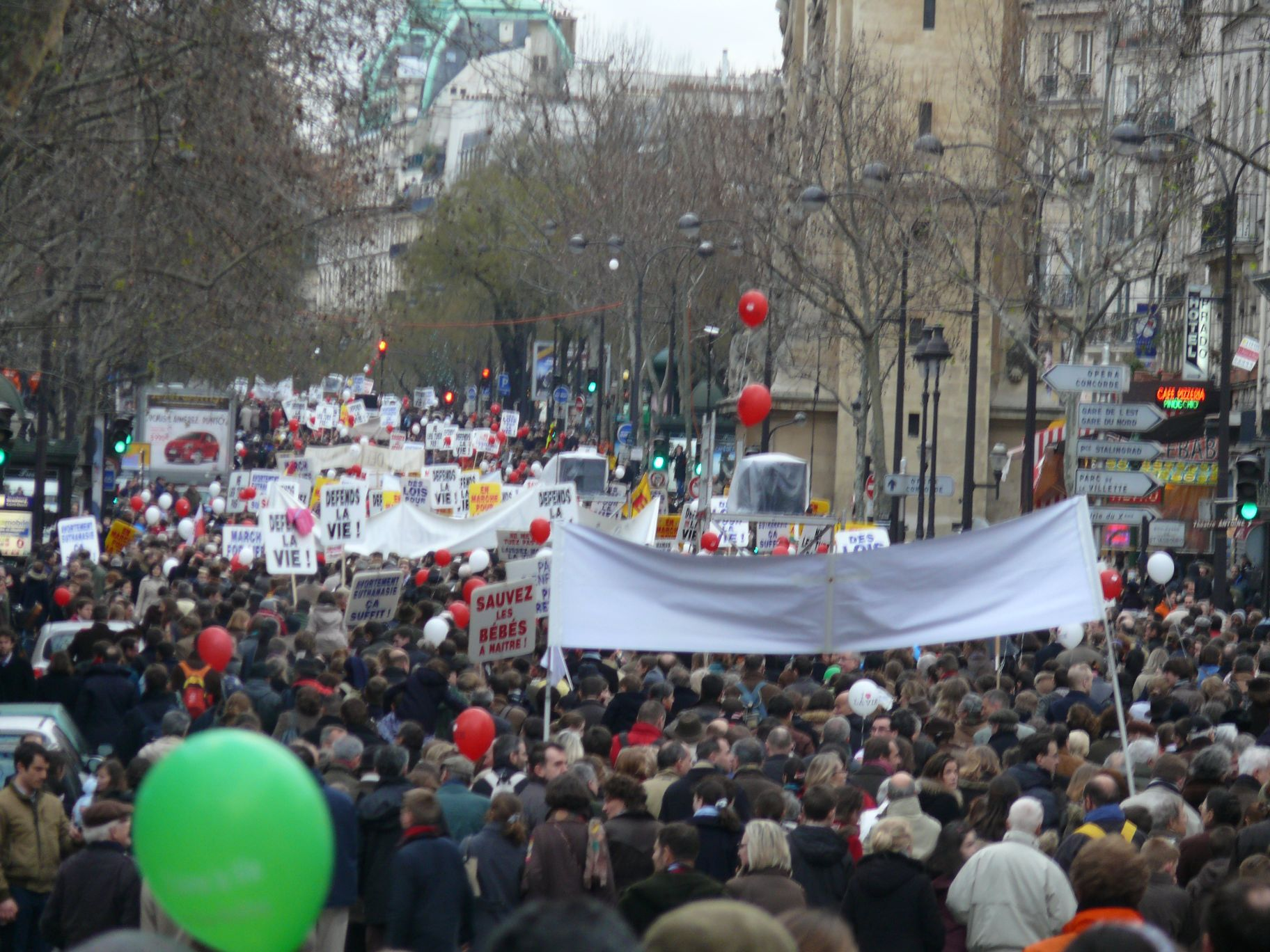
Biểu tình vì sự sống năm 2012 ở Paris, Pháp

Chủ nghĩa bảo thủ tôn giáo chủ yếu áp dụng các giáo lý của các tôn giáo cụ thể vào chính trị, đôi khi chỉ bằng cách tuyên bố giá trị của những giáo lý đó, vào những thời điểm khác bằng cách những giáo lý đó ảnh hưởng đến luật pháp.
Trong hầu hết các nền dân chủ, chủ nghĩa bảo thủ chính trị tìm cách phát huy các cấu trúc gia đình truyền thống và các giá trị xã hội. Những người bảo thủ tôn giáo thường phản đối việc phá thai, hành vi LGBT (hoặc, trong một số trường hợp nhất định, danh tính), sử dụng ma túy, và hoạt động tình dục ngoài hôn nhân. Trong một số trường hợp, các giá trị bảo thủ được đặt nền tảng trong niềm tin tôn giáo, và những người bảo thủ tìm cách tăng vai trò của tôn giáo trong đời sống công cộng.

### Chủ nghĩa bảo thủ gia trưởng
Chủ nghĩa bảo thủ gia trưởng là một chuỗi trong chủ nghĩa bảo thủ phản ánh niềm tin rằng các xã hội tồn tại và phát triển hữu cơ và các thành viên trong đó có nghĩa vụ đối với nhau. Có sự nhấn mạnh đặc biệt về nghĩa vụ gia trưởng của những người có đặc quyền và giàu có đối với những người nghèo hơn trong xã hội. Vì nó phù hợp với các nguyên tắc như chủ nghĩa hữu cơ, thứ bậc và nghĩa vụ, nó có thể được coi là sự phát triển của chủ nghĩa bảo thủ truyền thống. Về nguyên tắc, những người bảo thủ gia đình không ủng hộ cá nhân hay nhà nước, mà thay vào đó, họ sẵn sàng hỗ trợ hoặc đề nghị cân bằng giữa hai bên tùy thuộc vào những gì thiết thực nhất.
Nó nhấn mạnh tầm quan trọng của mạng lưới an toàn xã hội để đối phó với nghèo đói, hỗ trợ phân phối lại hạn chế của cải cùng với sự điều tiết của chính phủ về thị trường vì lợi ích của cả người tiêu dùng và nhà sản xuất. Chủ nghĩa bảo thủ gia trưởng trước tiên nảy sinh như một ý thức hệ khác biệt ở Vương quốc Anh dưới chủ nghĩa Toryism " Một quốc gia " của Thủ tướng Benjamin Disraeli. Đã có một loạt các chính phủ bảo thủ một quốc gia. Tại Vương quốc Anh, các Thủ tướng Disraeli, Stanley Baldwin, Neville Chamberlain, Winston Churchill, Harold Macmillan  và Boris Johnson là một trong những người bảo thủ quốc gia.
Tại Đức, trong thế kỷ 19 Thủ tướng Đức Otto von Bismarck đã áp dụng các chính sách bảo hiểm bắt buộc do nhà nước tổ chức cho người lao động chống lại bệnh tật, tai nạn, bất khả lao động và tuổi già. Thủ tướng Leo von Caprivi đã thúc đẩy một chương trình nghị sự bảo thủ gọi là "con đường mới".
Tại Hoa Kỳ, chính quyền của Tổng thống William Howard Taft là một người bảo thủ tiến bộ và ông tự nhận mình là "người tin vào chủ nghĩa bảo thủ tiến bộ"  và Tổng thống Dwight D. Eisenhower tuyên bố mình là người ủng hộ "chủ nghĩa bảo thủ tiến bộ".
Ở Canada, một loạt các chính phủ bảo thủ đã là một phần của truyền thống Tory đỏ, với đảng bảo thủ lớn trước đây của Canada được đặt tên là Đảng Bảo thủ Tiến bộ của Canada từ năm 1942 đến 2003. Tại Canada, các Thủ tướng Arthur Meighen, RB Bennett, John Diefenbaker, Joe Clark, Brian Mulroney và Kim Campbell đã lãnh đạo các chính phủ liên bang Tory đỏ.

### Chủ nghĩa bảo thủ độc đoán
Chủ nghĩa bảo thủ độc đoán hoặc chủ nghĩa bảo thủ phản động  đề cập đến các chế độ chuyên chế tập trung tư tưởng của họ xung quanh chủ nghĩa dân tộc bảo thủ, thay vì chủ nghĩa dân tộc, mặc dù có thể tồn tại một số thành phần chủng tộc như chống chủ nghĩa chủng tộc. Các phong trào bảo thủ độc đoán cho thấy sự tận tâm mạnh mẽ đối với tôn giáo, truyền thống và văn hóa đồng thời thể hiện chủ nghĩa dân tộc nhiệt thành giống như các phong trào dân tộc cực hữu khác. Ví dụ về các nhà lãnh đạo bảo thủ độc đoán bao gồm António de Oliveira Salazar  và Engelbert Dollfuss. Các phong trào bảo thủ độc đoán đã nổi bật trong cùng thời đại với chủ nghĩa phát xít, mà đôi khi nó đụng độ. Mặc dù cả hai hệ tư tưởng chia sẻ những giá trị cốt lõi như chủ nghĩa dân tộc và có kẻ thù chung như chủ nghĩa cộng sản và chủ nghĩa duy vật, đã có tuy nhiên một sự tương phản giữa bản chất truyền thống của chủ nghĩa bảo thủ độc tài và cách mạng, palingenetic thiên nhiên và dân túy của chủ nghĩa phát xít-do đó nó đã được phổ biến cho các chế độ bảo thủ độc tài để đàn áp các phong trào phát xít và xã hội chủ nghĩa đang gia tăng. Sự thù địch giữa hai hệ tư tưởng được nhấn mạnh bằng cuộc đấu tranh giành quyền lực cho các nhà xã hội quốc gia ở Áo, được đánh dấu bằng vụ ám sát Engelbert Dollfuss.
Nhà xã hội học Seymour Martin Lipset đã kiểm tra cơ sở giai cấp của chính trị cực đoan cánh hữu trong kỷ nguyên 1920-1960. Ông nhận định:
Các phong trào cực đoan bảo thủ hoặc cực hữu đã phát sinh ở các thời kỳ khác nhau trong lịch sử hiện đại, từ Horthyites ở Hungary, Đảng Xã hội Kitô giáo của Dollfuss ở Áo, Der Stahlmus và những người theo chủ nghĩa dân tộc khác ở Đức thời tiền Hitler và Salazar ở Bồ Đào Nha, cho đến trước 1966 Phong trào Gaullist và quân chủ ở Pháp và Ý đương đại. Những kẻ cực đoan phải bảo thủ, không cách mạng. Họ tìm cách thay đổi các thể chế chính trị để bảo tồn hoặc khôi phục các nền văn hóa và kinh tế, trong khi những kẻ cực đoan của trung tâm và bỏ đi tìm cách sử dụng các phương tiện chính trị cho cách mạng văn hóa và xã hội. Lý tưởng của người cực đoan phải không phải là một nhà cai trị toàn trị, mà là một vị quân vương, hay một người theo chủ nghĩa truyền thống hành động như một. Nhiều phong trào như vậy ở Tây Ban Nha, Áo, Hungary, Đức và Ý - rõ ràng là quân chủ... Những người ủng hộ các phong trào này khác với những người trong số các trung tâm, có xu hướng giàu có hơn và tôn giáo hơn, điều này quan trọng hơn về tiềm năng hỗ trợ đại chúng.

## Lịch sử

### Phát triển của chủ nghĩa bảo thủ phương Tây

#### Vương quốc Anh
Ở Vương quốc Anh, những ý tưởng bảo thủ (mặc dù chưa được gọi là) đã xuất hiện trong phong trào Tory trong thời kỳ Phục hồi (1660 Phản1688). Chủ nghĩa Tory ủng hộ một xã hội phân cấp với một vị quân vương cai trị bằng quyền thiêng liêng. Tories phản đối ý kiến cho rằng chủ quyền bắt nguồn từ người dân và từ chối thẩm quyền của quốc hội và tự do tôn giáo. Patriarcha của Robert Filmer : hay Sức mạnh tự nhiên của các vị vua (xuất bản sau năm 1680, nhưng được viết trước Nội chiến Anh năm 1642-1651) đã được chấp nhận như là tuyên bố của học thuyết của họ. Tuy nhiên, cuộc Cách mạng Vinh quang năm 1688 đã phá hủy nguyên tắc này ở một mức độ nào đó bằng cách thành lập một chính phủ lập hiến ở Anh, dẫn đến sự bá chủ của hệ tư tưởng Whig chống đối Tory. Đối mặt với thất bại, các Tories đã cải tổ phong trào của họ, bây giờ nắm giữ chủ quyền đó đã được trao cho ba khu vực của Vương miện, Lãnh chúa và Cộng đồng  thay vì chỉ trong Vương miện. Chủ nghĩa Tory trở nên bị thiệt thòi trong suốt thời gian dài lên ngôi của Whig trong thế kỷ 18.
Những người bảo thủ thường xem Richard Hooker (1554-1600) là cha đẻ của chủ nghĩa bảo thủ, cùng với Hầu tước xứ Halifax (1633-1695), David Hume (1711-1776) và Edmund Burke (1729-1797). Halifax thúc đẩy chủ nghĩa thực dụng trong chính phủ trong khi Hume lập luận chống lại chủ nghĩa duy lý chính trị và chủ nghĩa không tưởng. Burke từng là thư ký riêng của Hầu tước Rockingham và là người viết sách chính thức cho chi nhánh Rockingham của đảng Whig. Cùng với Tories, họ là những người bảo thủ ở Vương quốc Anh cuối thế kỷ 18. Quan điểm của Burke là sự pha trộn giữa tự do và bảo thủ. Ông ủng hộ Cách mạng Mỹ năm 1765-1783, nhưng ghê tởm bạo lực của Cách mạng Pháp (1789-1799). Ông chấp nhận những lý tưởng tự do về tài sản tư nhân và kinh tế của Adam Smith (1723-1790), nhưng nghĩ rằng kinh tế nên phụ thuộc vào đạo đức xã hội bảo thủ, rằng chủ nghĩa tư bản nên phụ thuộc vào truyền thống xã hội thời trung cổ và tầng lớp doanh nhân nên là phụ thuộc vào tầng lớp quý tộc. Ông nhấn mạnh vào các tiêu chuẩn danh dự bắt nguồn từ truyền thống quý tộc thời trung cổ và coi giới quý tộc là nhà lãnh đạo tự nhiên của quốc gia. Điều đó có nghĩa là giới hạn đối với quyền hạn của Vương miện, vì ông thấy các tổ chức của Quốc hội sẽ được thông báo tốt hơn so với các khoản hoa hồng được chỉ định bởi hành pháp. Ông ủng hộ một nhà thờ được thành lập, nhưng cho phép một mức độ khoan dung tôn giáo. Burke biện minh cho trật tự xã hội trên cơ sở truyền thống: truyền thống đại diện cho sự khôn ngoan của loài và ông coi trọng sự hòa hợp của cộng đồng và xã hội đối với các cải cách xã hội. Burke là một nhà lý luận hàng đầu trong thời đại của ông, tìm thấy chủ nghĩa duy tâm cực đoan (Tory hoặc Whig) gây nguy hiểm cho các quyền tự do rộng lớn hơn và (như Hume) bác bỏ lý do trừu tượng như một hướng dẫn vô căn cứ cho lý thuyết chính trị. Mặc dù ảnh hưởng của họ đối với tư tưởng bảo thủ trong tương lai, không ai trong số những người đóng góp sớm này rõ ràng có liên quan đến chính trị Tory. Hooker sống ở thế kỷ 16, rất lâu trước khi có chủ nghĩa bảo thủ, trong khi Hume là một nhà triết học chính trị và Halifax độc lập tương tự về mặt chính trị. Burke tự mô tả mình là một người Whig.

## Đảng bảo thủ
Các đảng chính trị bảo thủ:
- Úc: Đảng Tự do Úc, Đảng Dân tộc Úc
- Áo: Đảng Nhân dân Áo
- Bangladesh: Đảng Dân tộc Bangladesh
- Canada: Đảng Bảo thủ Canada
- Colombia: Đảng Bảo thủ Colombia
- Costa Rica: Đảng Thống nhất Cơ đốc giáo Xã hội
- Croatia: Liên minh Dân chủ Croatia
- Đan Mạch: Đảng Nhân dân Bảo thủ
- Đức: Liên minh Dân chủ Cơ đốc giáo và Liên minh Xã hội Cơ đốc giáo
- Hoa Kỳ: Đảng Cộng hòa
- Ý: Đảng Ngôi nhà Tự do
- Mexico: Đảng Hành động Dân tộc